# Witski błata
Witski błata (bułg. Витски блата lub Витската елия) – są bagnami położonymi wzdłuż rzeki Wit. Trzy największe z nich mają obszar: Podemskoto błato (Подемското блато) - 0,23 km², Biwołarskoto błato (Биволарското блато) - 0,185 km² i Dyłgoto Gulansko (Дългото Гулянско) - 0,18 km². Inne obszary bagienne wzdłuż rzeki Wit to: Golamo Ormansko błato, Bożuriszkoto błato, Kretskoto błato, Tyrnenskoto błato, Dołnoto Gulansko błato, Gorno Biwolarsko błato (jest miejscem rozrodu wielu gatunków ptaków), Gorno Komarewsko błato. Przy tych bagnach znajdują się między innymi takie miejscowości jak: miasta Gulanci, Dołna Mitropolija, Dołni Dybnik, wsie: Kreta, Komarewo, Podem, Riben, Bożurica, Biwolare, Pobeda, Beżanowo, Peszterna, Łazar Stanewo, Petyrnica, Sadowec, Yglen.